# Maria Teresa Miret Solé
Maria Teresa Miret i Solé (Igualada, Anoia, 9 de juliol de 1951) és una bibliotecària i estudiosa de la història i la cultura de la comarca de l'Anoia.

## Biografia
Va estudiar Magisteri, Biblioteconomia, la llicenciatura de Documentació i un postgrau en Planificació i gestió de biblioteques. També és mestra de català. Va ser directora de la biblioteca de la Caixa a Igualada des de l'any 1972 i, entre 1999 i 2013, va dirigir la Biblioteca Central d'Igualada i va ser cap de zona de les biblioteques de l'Anoia. En l'àmbit professional, va destacar per la gestió de la col·lecció local, la creació de la Biblioteca de la memòria (recull de testimonis orals) i la difusió del fons de la biblioteca, amb el muntatge d'exposicions i la col·laboració amb altres entitats. Sobre aquest aspecte, amb el projecte Els altres, la Biblioteca Central d'Igualada va rebre el premi nacional «María Moliner a la mejor labor bibliotecaria» 2008, atorgat pel Ministerio de Cultura.  
Va formar part dels fundadors de la Revista d'Igualada (1999), dirigida per Antoni Dalmau i Ribalta, de la qual va ser membre del consell de redacció fins al tancament de la publicació l'any 2022. Ha escrit per a publicacions periòdiques locals com Revista d'Igualada, La Veu de l'Anoia, AnoiaDiari, Igualada, Vida..., Diari d'Igualada, etc. També ha publicat articles a Avui, Educación y Biblioteca, L'Asterisc, Ítem, Arrel, Serra d'Or i El País. Ha col·laborat en obres col·lectives com Gran geografia comarcal de Catalunya, vol. 6 (1992), Treballar a la fàbrica (2004), Viure en temps de guerra (2006) i L'Abans (2018), entre d'altres.

## Obres publicades
- Biblioteca CPVE Igualada: catàleg de la secció local. Igualada: “la Caixa”, 1977.
- La premsa a Igualada (1808?-1982). 2 vol. Barcelona: Generalitat de Catalunya, 1982.
- Diccionari biogràfic d’igualadins. Barcelona: Fundació Salvador Vives Casajuana. Premi Gumersind Bisbal Gutsems, 1986 (amb M. Antònia Bisbal).
- Biblioteca: Igualada 1927-1987: 60 anys d’activitats culturals. Barcelona: Fundació “la Caixa”, 1987.
- «Revista d’Igualada» (1929-1930): estudi, buidat i índex. Barcelona: Publicacions de l’Abadia de Montserrat, 1990 (amb M. Antònia Bisbal).
- Autors igualadins: mostra bibliogràfica. Igualada: Ajuntament / Fundació “la Caixa”, 1990 (amb Magí Puig i Lluís Pedraza).
- Els anuncis en la premsa igualadins. Barcelona: Fundació “la Caixa”, 1994.
- Història del Cercle Mercantil, Industrial i Agrícola. Igualada: Cercle Mercantil, 1997.
- Els goigs a la comarca de l’Anoia. Barcelona: Fundació Salvador Vives Casajuana. Accèsit al premi Ciutat d’Igualada de Recerca Dr. Joan Mercader, 2001 (amb M. Antònia Bisbal i Conxa Moncunill).
- Pedra seca a l’Anoia: Carme, Orpí, la Pobla de Claramunt i la Torre de Claramunt. Premi Gumersind Bisbal Gutsems. La Pobla de Claramunt: Ajuntament, 2006 (amb M. Francesca Enrich i Ignasi Vich).
- D’Aqualata a IGD. Igualada: Arxiu Comarcal de l’Anoia, 2007 (amb Marta Vives).
- Una aportació a la lectura pública del segle XX: les biblioteques de “la Caixa” (1923-1993). Barcelona: Diputació de Barcelona / Lleida: Pagès Editors, 2010.
- Comença la funció! El teatre d’aficionats a Igualada (1939-1975). Igualada: Consell Comarcal i Arxiu Comarcal de l’Anoia, 2016.
- Els carrers i les places d’Igualada. Igualada: Revista d’Igualada, 2020 (amb Antoni Dalmau i Marta Vives).
- Postals d’Igualada: col·lecció Isidre Quintana i Solà. Igualada: Isidre Quintana / Isabel Casas, 2021.
- Bas d’Igualada, estamper: Pere Bas i Vich (1897-1975). Igualada: Ajuntament d’Igualada / Arxiu Comarcal de l’Anoia / Biblioteca Central d’Igualada, 2022.